# 카미유 라쿠르
카미유 라쿠르(프랑스어: Camille Lacourt, 1985년 4월 22일 ~ )는 프랑스의 수영 선수이다. 올림픽 메달은 없다.